# Elecciones parlamentarias de Cuba de 2003
En Cuba se realizaron elecciones legislativas indirectas el 19 de enero de 2003 para elegir a los miembros de la Asamblea Nacional. El voto es un respaldo a los candidatos preseleccionados, más que una elección entre sus rivales. La mitad de los candidatos fueron propuestos en reuniones públicas antes de obtener la aprobación de los comités electorales, mientras que la otra mitad fueron designados por organizaciones de masas oficiales como sindicatos, organizaciones campesinas y consejos estudiantiles.

## Reacciones
El gobierno afirma que la elección representa una muestra de apoyo popular, pero sus críticos han atribuido el resultado en lugar de miedo o apatía por parte de aquellos que no apoyan al gobierno. Sospechan que el resultado puede reflejar la ingeniería electoral (en los distritos electorales que se sabe que tienen una alta proporción de votantes que están más dispuestos a expresar su descontento mediante el registro de votos en blanco o nulos, los candidatos que se ofrecen suelen ser figuras locales muy respetadas que no están asociadas estrechamente con el gobierno), la falta de supervisión independiente en el escrutinio o el bombardeo de propaganda. También señalan que el sistema de selección de los candidatos efectivamente excluye a las voces verdaderamente independientes.
En el período previo a las elecciones, el presidente de los Estados Unidos George W. Bush describió el proceso como "un fraude y un engaño", y agregó: "Si el gobierno de Cuba toma todas las medidas necesarias para garantizar que las elecciones de 2003 son certificadamente libres y justas, y si Cuba también comienza a adoptar reformas significativas basadas en el mercado, entonces, y sólo entonces, voy a trabajar con el Congreso de los Estados Unidos para aliviar la prohibición del comercio y los viajes".

## Resultados
De acuerdo con el sistema electoral cubano, se postuló a un único candidato para cada cargo que resultó efectivamente electo si obtuvo el 50% de los votos a favor.

### Principales candidatos
| Candidato                        | Cargo                                                          | Porcentaje |
| -------------------------------- | -------------------------------------------------------------- | ---------- |
| Fidel Castro                     | Presidente, líder del Partido Comunista                        | 99,01      |
| Raúl Castro                      | Vicepresidente, ministro de Defensa                            | 99,75      |
| Juan Miguel González             | Político                                                       | 93,34      |
| Dr. José Rubiera                 | Meteorólogo, líder del sistema de defensa de huracanes de Cuba | 96,71      |
| Silvio Rodríguez                 | Músico, cantante y poeta                                       | 94,71      |
| Promedio de todos los candidatos | Promedio de porcentaje de votos aprobatorios                   | 94,83      |
| Eva Esther Ribalta Castillo      | Candidata con el menor porcentaje de votos aprobatorios        | 85,15      |

### Participación
| Participación      | Votos     | Porcentaje |
| ------------------ | --------- | ---------- |
| Votos positivos    | 7.803.898 | 96,14      |
| En blanco          | 243.390   | 3,00       |
| Impugnado/Nulo     | 69.863    | 0,85       |
| Total de votos     | 8.117.151 | 97,64      |
| Votantes inscritos | 8.313.770 |            |